# Sillgrund, Malax
Sillgrund är en ö i Finland. Den ligger i Norra kvarken och i kommunen Malax i den ekonomiska regionen  Vasa i landskapet Österbotten, i den västra delen av landet. Ön ligger omkring 19 kilometer sydväst om Vasa och omkring 370 kilometer nordväst om Helsingfors.
Öns area är 22,7 hektar och dess största längd är 0,9 kilometer i sydöst-nordvästlig riktning.